# Diga di Banqiao

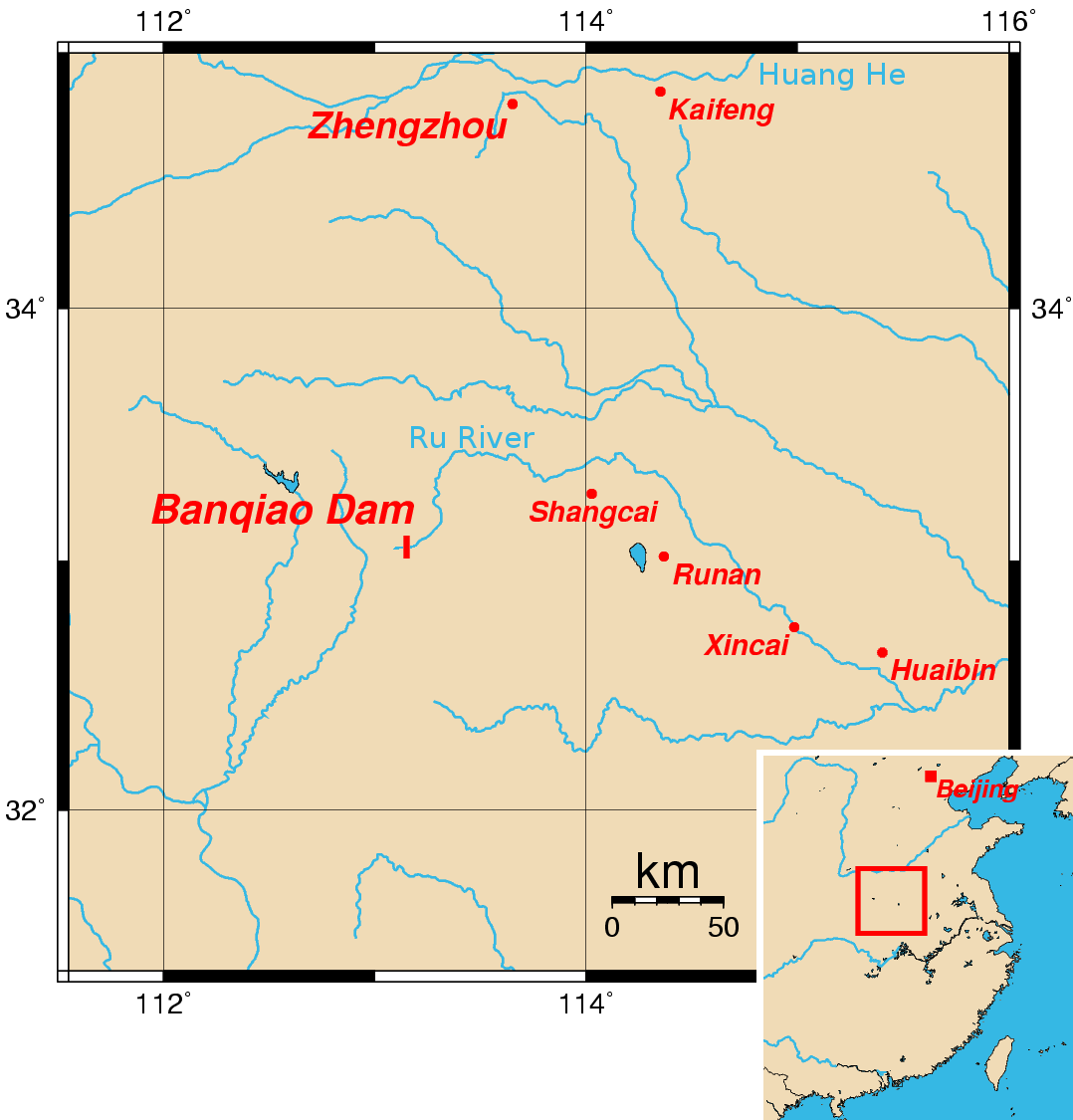
Localizzazione della diga

La diga del bacino di Banqiao (Cinese: 板桥水库大坝) è una diga sul fiume Ru, situata in Cina (provincia di Henan, prefettura di Zhumadian), e insieme alla diga del bacino di Shimantan (Cinese: 石漫滩水库大坝) appartiene a un sistema di 62 dighe note per la catastrofe in cui crollarono o furono intenzionalmente distrutte nel 1975 in seguito al tifone Nina. L'avvenimento è uno dei maggiori disastri dell'industria energetica nella storia: il numero delle vittime, secondo il rapporto del dipartimento idrologico della provincia di Henan desecretato solo 30 anni dopo nel 2005, è di 171 000 morti.

## Storia

### Costruzione
La diga di Banqiao fu costruita nei primi anni cinquanta come parte di un grande progetto di più di 60 dighe per irregimentare il fiume Ru e generare così energia elettrica. Al progetto prese parte il famoso idrologo cinese Chen Xing, uno strenuo critico dell'ambiziosa e disinibita politica idroelettrica del governo cinese. La diga era alta 118 metri e conteneva un bacino di capacità 492 milioni di m³, con una riserva di altri 375 milioni di m³ per contenere eventuali inondazioni.
Chen Xing raccomandò la costruzione di 12 paratoie di sicurezza per permettere l'evacuazione del sovrappiù di acqua, ma ne furono realizzate solo 5 e Chen Xing, criticato per la sua prudenza, fu rimosso dall'incarico. Già subito dopo il completamento della diga apparvero fratture e fessure dovute a errori ingegneristici e di costruzione. Furono riparate grazie a consultazione con ingegneri sovietici e il nuovo progetto, ridenominato la diga di ferro, fu considerato indistruttibile.

### Il tifone Nina e l'alluvione
La diga era stata progettata per resistere ad eventi meteorologici verificantisi 1 volta ogni 1000 anni e comportanti piogge fino a 500 mm nell'arco di tre giorni. Nell'agosto del 1975 si verificò tuttavia un evento climatico eccezionale, stimato avere una frequenza di 1 volta ogni 2000 anni e che le previsioni meteorologiche fallirono nel prevedere: lo scontro tra il super tifone Nina ed un fronte di aria fredda fece sì che in tre giorni piovvero 1060 mm, una misura superiore alle precipitazioni annue medie, che sono di circa 800 mm.

### Disastro di Banqiao
Una prima richiesta di aprire la diga il 6 agosto fu respinta. La richiesta del 7 agosto fu accettata, ma l'ordine non riuscì ad arrivare alla diga poiché il telegrafo era già interrotto. L'8 agosto alle ore 0:30 la più piccola diga a monte di Shimantan, progettata per resistere a eventi che si verificano 1 volta ogni 500 anni, cedette alla pressione di una massa d'acqua due volte superiore alla sua capacità normale e crollò. Solo 10 minuti prima l'unità 34450 dell'Esercito Popolare di Liberazione, dislocata sulla diga, aveva inviato richiesta all'aeronautica militare cinese di aprire la diga per mezzo di attacco aereo missilistico.
Mezz'ora dopo, all'1:00, la cresta dell'onda raggiunse la diga di Banqiao che a sua volta crollò. Questo causò la caduta di 62 dighe in totale, alcune delle quali furono deliberatamente fatte saltare con attacchi missilistici dell'aviazione militare cinese per prevenire il crollo di altre dighe più a valle e per far defluire l'acqua più gradualmente e verso aree di diversione laterali. Le aree di diversione di Nihewa e Laowangpo ben presto arrivarono al limite della loro capacità e l'8 agosto tracimarono.
Gli argini del fiume Quan collassarono il 9 agosto e l'intera contea di Linquan in Fuyang (Anhui) fu inondata. Allorché la cresta dell'onda raggiunse la diga di Boshan di capacità 400 milioni di m³, attacchi aerei furono portati contro diverse altre dighe a valle per ridurre la pressione sul lago Suya, che stava già contenendo 1,2 miliardi di m³ di acqua, e proteggerne così la diga. La speranza di poter resistere su questa linea fu solo temporanea, e sia la diga di Boshan sia quella del lago Suya inevitabilmente divennero a loro volta bersagli degli attacchi aerei missilistici. Infine la situazione ritornò sotto controllo solo quando anche la diga di Bantai, che stava contenendo 5,7 miliardi di m³, venne bombardata.

### Conseguenze
Solo la caduta della diga di Banqiao provocò il rilascio di 13000 m³/s di acqua e 701 milioni di tonnellate di acqua in sei ore. Considerando tutto il sistema di dighe, in totale vennero rilasciati 15,738 miliardi di tonnellate ad un regime di 78800 m³/s.
La risultante onda larga 10 km e alta 3-7 metri in alcuni punti, molto simile ad un'onda di tsunami, si riversò sulle pianure a valle ad una velocità di circa 50 km/h e spazzò quasi completamente un'area lunga 55 km e larga 15, creando laghi temporanei estesi fino a 12000 km². Sette capoluoghi di contea - Suiping (遂平), Xiping (西平), Ru'nan (汝南), Pingyu (平舆), Xincai (新蔡), Luohe (漯河), Linquan (临泉) - furono inondati completamente, così come migliaia di km² di campagne e numerose comunità.
Dei 6 000 abitanti del comune evacuato di Shahedian, situato immediatamente a valle della diga di Banqiao, 827 morirono. Morì la metà dei 36 000 abitanti del comune non evacuato di Wencheng della contea di Suipin. Il comune di Daowencheng fu completamente cancellato dalle mappe, così come tutti i suoi 9 600 abitanti. Decine di migliaia di persone furono trasportate dall'acqua verso le province a valle.
La ferrovia Jingguang, l'arteria principale fra Pechino e Canton, fu completamente interrotta per 18 giorni, così come tutte le altre linee di comunicazione. Sebbene decine di migliaia di soldati dell'Esercito Popolare di Liberazione fossero stati dispiegati sui luoghi del disastro, dopo 9 giorni milioni di persone erano ancora irraggiungibili ai soccorsi e intrappolate dall'acqua in isole emergenti su una sterminata palude dove galleggiavano carcasse in putrefazione di bestiame e uomini. L'unico modo di mantenerli in vita fu grazie al paracadutaggio aereo di viveri e medicine. Epidemie, che inevitabilmente si svilupparono per le ridotte misure igieniche, e carestie decimarono ulteriormente i sopravvissuti intrappolati.

### Numero delle vittime
Il numero di vittime secondo il dipartimento idrologico della provincia di Henan, declassificato da segreto di Stato solo 30 anni dopo nel 2005, è di 26 000 morti a causa dell'inondazione e di altri 145 000 morti nei giorni seguenti dovuti a epidemie e carestie. Ai decessi bisogna inoltre aggiungere il crollo di circa 5 960 000 edifici, e 11 milioni di sfollati: uno dei più grandi esodi ambientali del mondo.